# Носса-Сеньора-да-Консейсан (Вила-Реал)
Носса-Сеньора-да-Консейсан (порт. Nossa Senhora da Conceição) — населённый пункт и район в Португалии, входит в округ Вила-Реал. Является составной частью муниципалитета Вила-Реал. По старому административному делению входил в провинцию Траз-уж-Монтиш и Алту-Дору. Входит в экономико-статистический субрегион Доуру, который входит в Северный регион. Население составляет 7846 человек на 2001 год. Занимает площадь 3,40 км².
Покровителем района считается Дева Мария (порт. Nossa Senhora da Conceição).

## История
Район основан в 1960 году